# 牧雲通門
牧雲通門（1599年—1671年），嘉興古南牧雲通門禪師，明代臨濟宗僧人。俗姓張，蘇州常熟人，名通門，號牧雲，法嗣天童密雲圓悟禪師。通門禪師二十歲投虞山興福寺破山洞聞和尚出家，受具足戒。初禮無異元來禪師，後至金粟寺參謁天童密雲圓悟禪師座下。
牧雲和尚列入密雲圓悟嗣法弟子十二人之中，後繼席住持於浙江嘉興古南禪院，開法利眾。清康熙辛亥年示寂於石湖靜室，春秋七十三。圓寂後。塔於姑蘇之秀峰。法著語錄《牧雲和尚語錄》、《牧雲和尚七會語錄》皆被收錄於漢文大藏經《嘉興藏》藏書。

## 師承
- 密雲圓悟

## 著作
- 《牧雲和尚語錄》 [1]
- 《牧雲和尚七會餘錄》
- 《懶齋別集》[3]
- 《懶齋後集》
- 《病遊遊刃》
- 《宗本投機頌》

## 外部連結
- 牧雲和尚七會餘錄卷之一 （页面存档备份，存于）
- 牧云通门禅师悟道因缘  （页面存档备份，存于）
- 牧雲和尚懶齋別集--10_04嘉興藏-284部_智培中文 （页面存档备份，存于）